# Julian Jarrold
Julian Edward Peter Jarrold (Norwich, Norfolk, 15 de maig de 1960) és un director de cinema i de televisió anglès, nominat als Premis Bafta.

## Primers anys
Jarrold va néixer en una família que va fundar The Jarrold Group de Norwich el 1823. Va estudiar a Gresham's School, Holt, i a Trinity & All Saints College.

## Carrera
Jarrold va dirigir Great Expectations, protagonitzada per Ioan Gruffudd, el 1999. The Boston Globe va sentir que Jarrold ajudava a distingir-la de les moltes altres adaptacions "mantenint les regnes en els seus personatges, emocionalment i moralment. Són actuacions desromanticitzades i de clau baixa que només rara vegada s'aboca al capdavall i just." El 2006 Jarrold va dirigir Kinky Boots. El Chicago Tribune va titllar la pel·lícula de "força agradable, sense esforços ben fets a tots els nivells, fins i tot en moviment, de vegades, però relativament lleugera." El 2007 va estrenar Becoming Jane i The Washington Times va declarar que la direcció de Jarrold "ha fet una pel·lícula enginyosa i bonica. La seva realització tècnica no és poca cosa, amb bonics i llargs trets de seguiment i trucs de focus intel·ligents."
L'any següent, Jarrold va dirigir la primera adaptació cinematogràfica de la icònica història d'Evelyn Waugh Retorn a Brideshead, "una de les grans novel·les angleses que no s'ha filmat mai", segons el productor Kevin Loader. Fou protagonitzada per Hayley Atwell, Matthew Goode, Emma Thompson, i Michael Gambon. Quant a l'estatus de la novel·la com a clàssic incanviable, Jarrold va afirmar que "hi ha gent obsessiva i, evidentment, això serà desconcertant quan vingui a jutjar-nos. Jo he tingut unes quantes persones que han dit: "Per què ho fas?" Però crec que hi ha una generació que no sap res sobre Brideshead Revisited, que no ha llegit el llibre o que només són conscients de les sèrie de televisió perquè s'ha repetit a ITV4 o alguna cosa així." The Daily Telegraph sentia que "les escenes estan plenes de grans detalls de l'època - enormes Rolls-Royces, escultures de gel, vastes xemeneies de marbre esculpit - però ell deixa que es converteixi en un espectacle desbordat i brillant, fent que el món que envolta els personatges sigui com un somni."
Jarrold va dirigir la pel·lícula de HBO The Girl el 2013. El director va rebre la seva primera nominació a Emmy pel seu treball a la pel·lícula. Mandalay Vision va contractar Jarrold per dirigir la pel·lícula d'assassinat en sèrie Exit 147, amb un guió escrit per Travis Milloy. La productora Cathy Schulman i Matthew Rhodes produïren la pel·lícula per Mandalay. El febrer de 2013, Taylor Kitsch es va incorporar a la pel·lícula per interpretar a un xèrif sàdic. Més recentment Jarrold ha dirigit A Royal Night Out per Ecosse Films estrenada el maig de 2015.
El 2016 Jarrold fou jutge del Festival de Cinema de Norwich, mentre que el 2017, es va convertir en patró del festival.

## Filmografia com a director
- Dramarama (1983) sèrie de televisió (episodis)
- Children's Ward, sèrie de televisió (1990–)
- Fighting for Gemma (1993)
- Cracker: The Big Crunch (1994) episodi de televisió
- Medics: All in the Mind (1994) episodi de televisió
- Medics: Changing Faces (1994) episodi de televisió
- Some Kind of Life (1995)
- Silent Witness (1996) sèrie de televisió (episodeis)
- Touching Evil: Deadly Web, episodi de televisió
- Touching Evil: Through the Clouds, episodi de televisió
- Painted Lady (1997)
- All the King's Men (1999)
- Great Expectations (1999)
- Never Never (2000)
- White Teeth (2002)
- Crime and Punishment (2002) TV Film
- The Canterbury Tales: The Man of Law's Tale (2003)
- Anonymous Rex (2004)
- Kinky Boots (2005)
- Becoming Jane (2007)
- Retorn a Brideshead (2008)
- Red Riding '1974' (2009)
- The Girl (2012)
- The Great Train Robbery (2013)
- A Royal Night Out (2015)
- The Crown (2016) sèrie de televisió (2 episodis)

## Filmografia com a productor
- The Other Side of Midnight (1988) minisèrie presentada per Tony Wilson